# Echinopsis formosa
Echinopsis formosa là một loài thực vật có hoa trong họ Cactaceae. Loài này được (Pfeiff.) Jacobi ex Salm-Dyck mô tả khoa học đầu tiên năm 1850.

## Hình ảnh

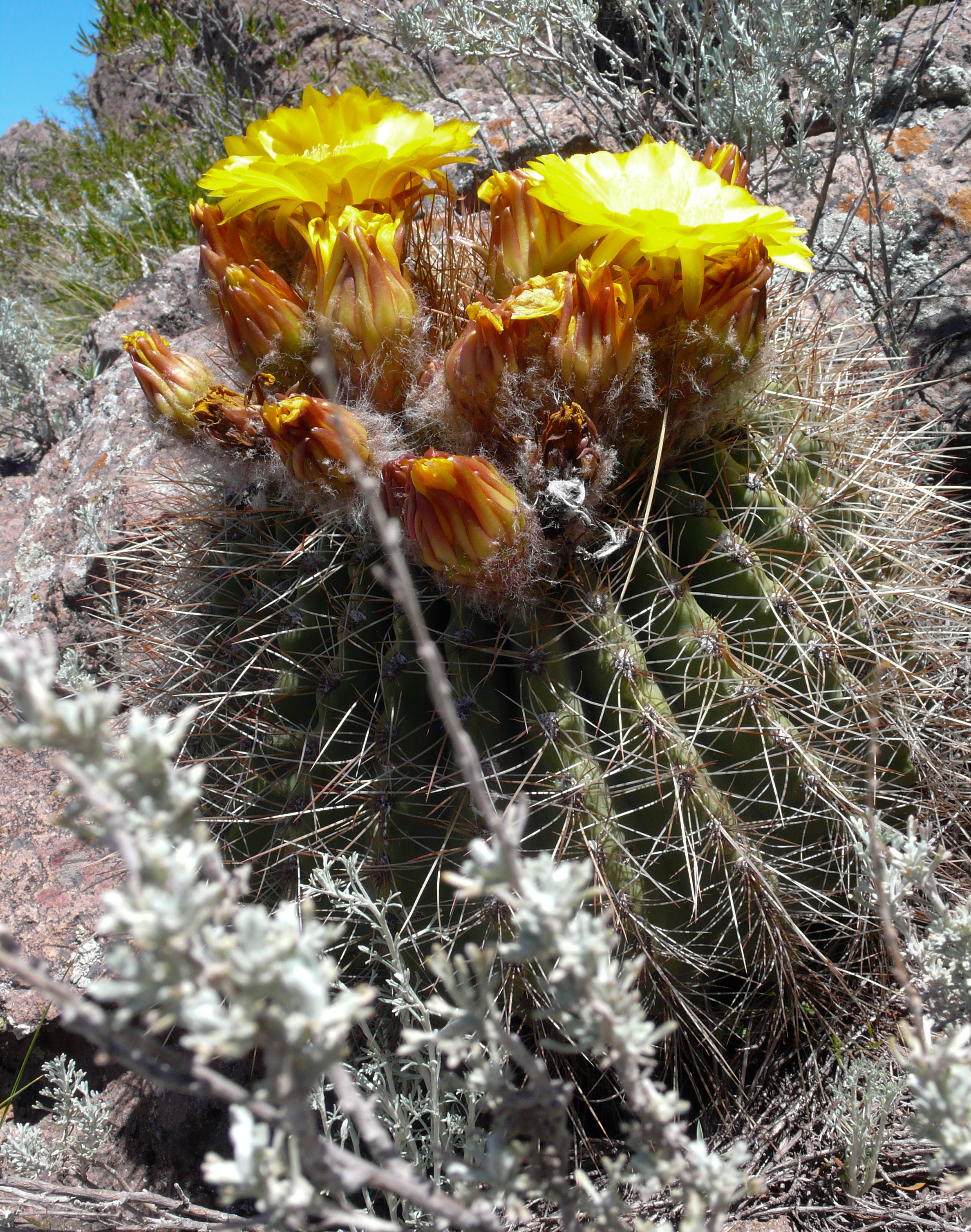
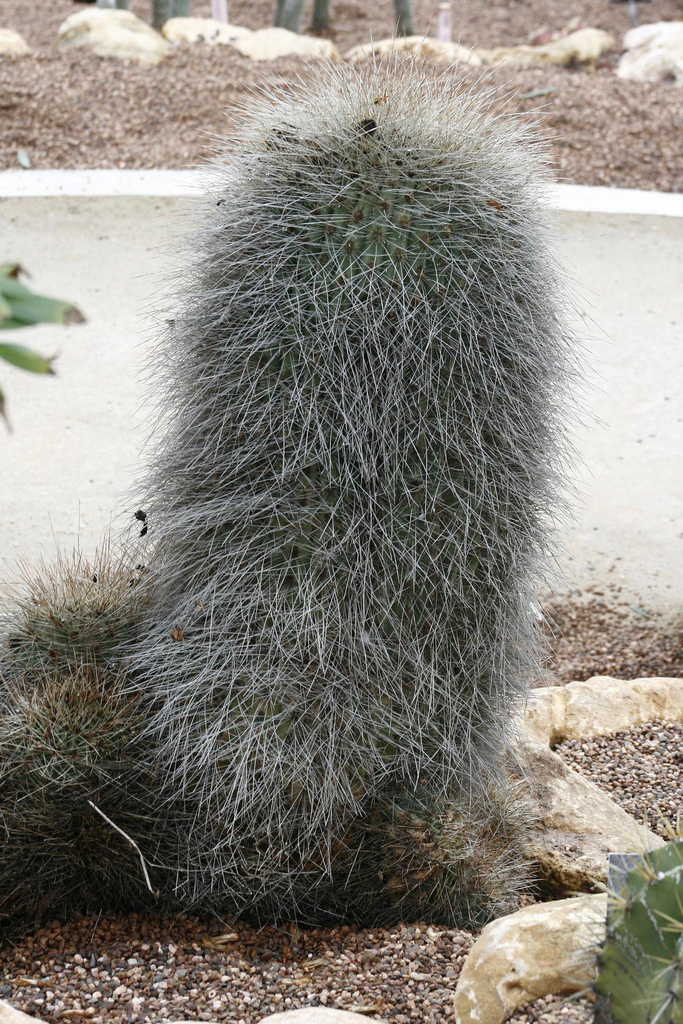
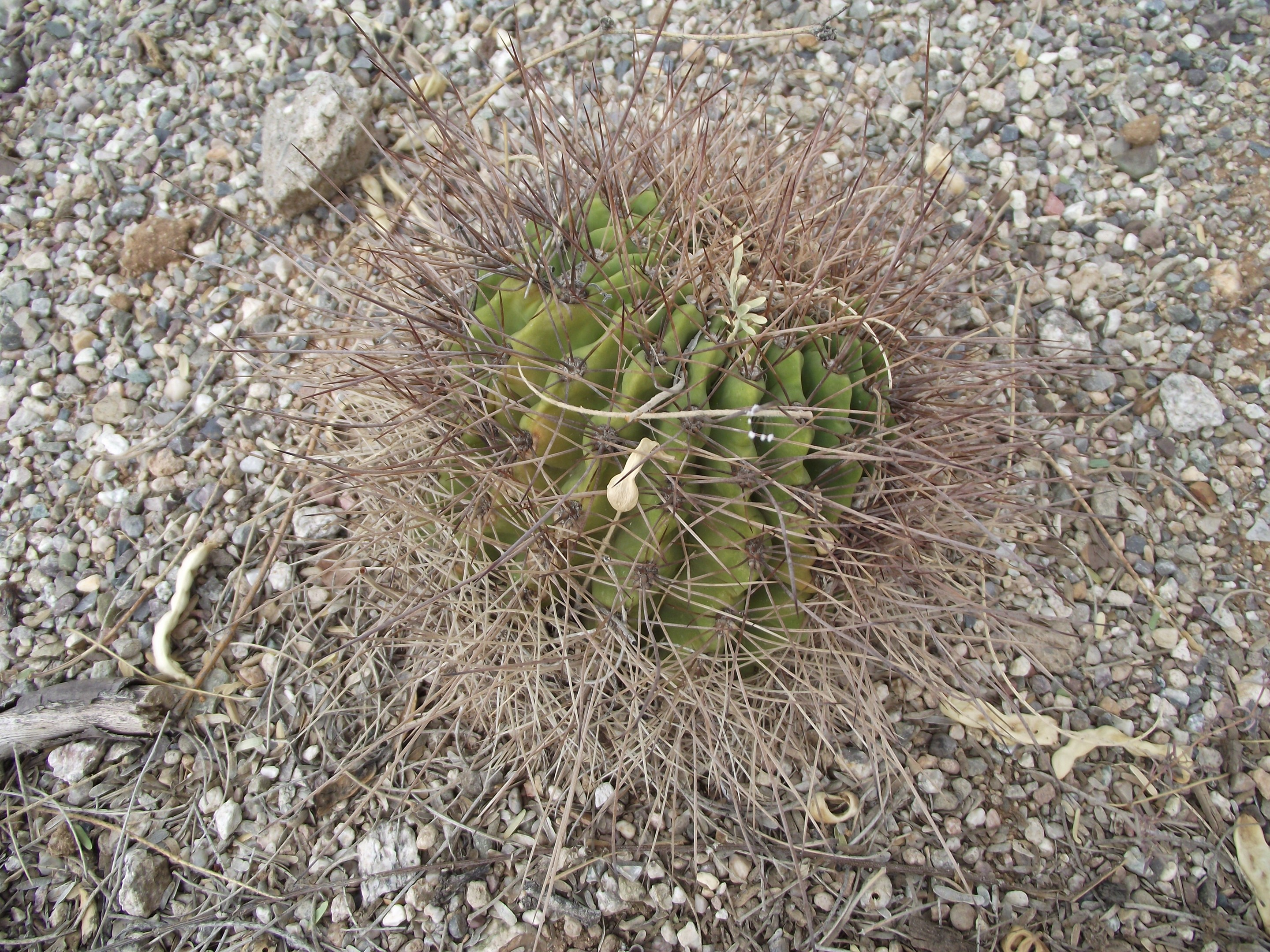
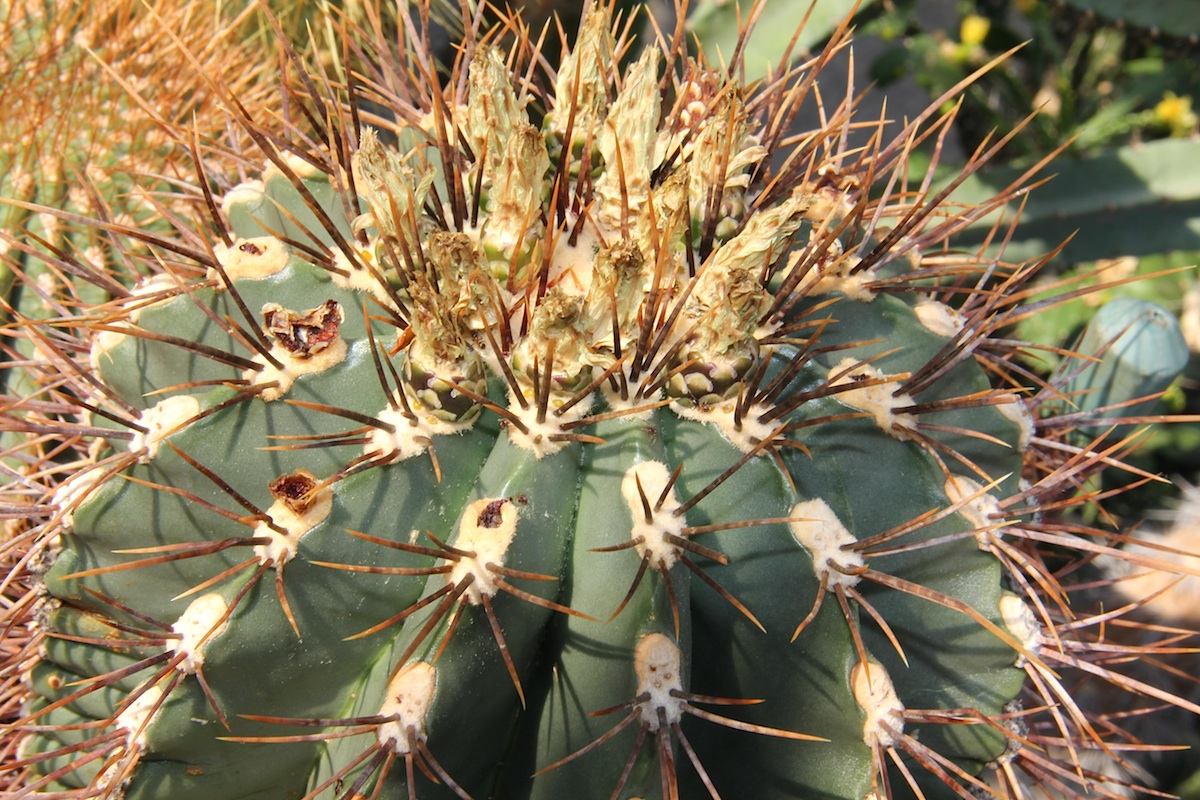